# Brachypelma boehmei
Brachypelma boehmei, auch Orangebein-Vogelspinne genannt, ist eine mexikanische Vogelspinnen-Art, die an der Küstenregion in Guerrero verbreitet ist.

## Merkmale
Bei den Beinen sind die Tarsen braun. Metatarsus, Tibia und Patella sind orange gefärbt. Die Femora der Beine sind schwarz. Der Carapax ist ockerfarbig. Das Abdomen ist dunkelbraun und trägt mehrere orange Haare.

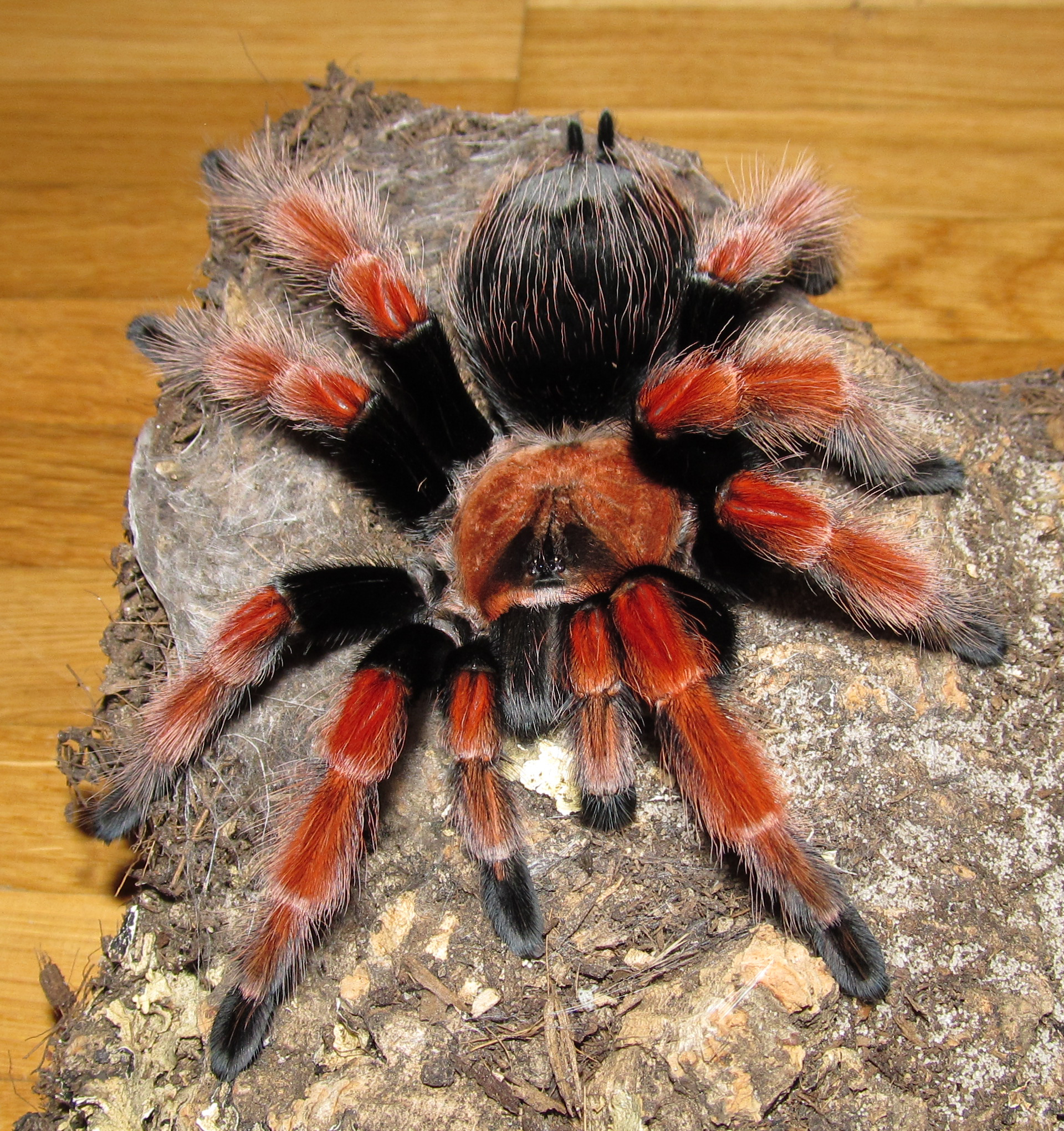
Frisch gehäutetes Weibchen
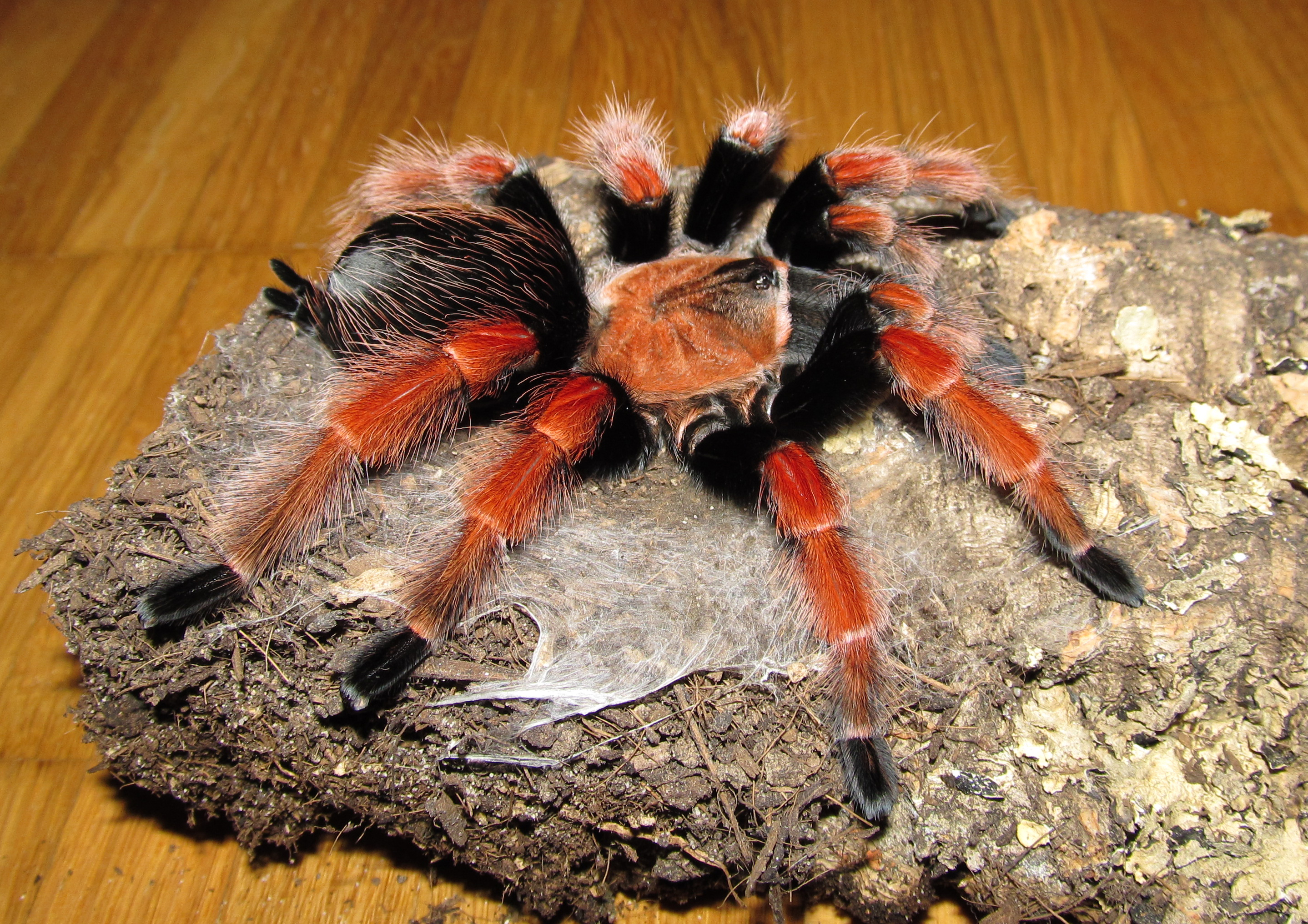
Frisch gehäutetes Weibchen von der Seite

## Lebensweise und Verhalten

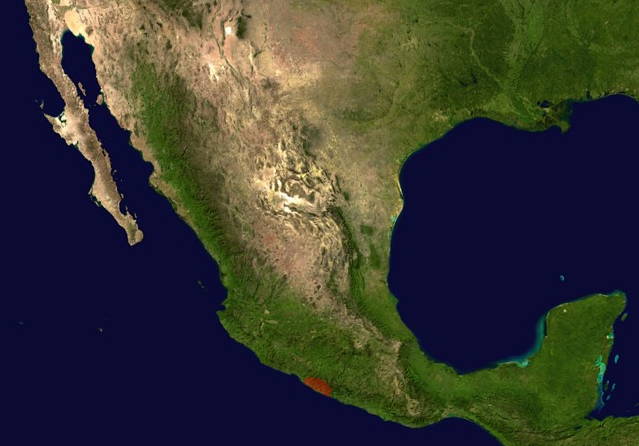
Verbreitung in Mexiko

Die Tiere kommen in Gelände mit Gefälle vor, die mit Bäumen, Sträuchern und Felsbrocken schattiert sind. Bei geeigneten Bedingungen finden sich auf kleinem Raum sehr viele Tiere (etwa 50 pro Hektar).
Sie zählt zu den bodenbewohnenden Vogelspinnen. Die Tiere verstecken sich unter Wurzeln, Rindenstücken, Steinen oder Falllaub. In kälteren Monaten sowie während der Häutung und Brutpflege zieht sie sich in Wohnhöhlen zurück, die sie mit Spinnseide auskleidet.
Sie ernähren sich von kleinen Insekten wie Käfer oder Raupen. Der Kokon der Weibchen ist mit ca. 800 Eiern gefüllt.

## Haltung im Terrarium
Die Tiere werden seit ihrer Beschreibung in Terrarien gepflegt und auch regelmäßig nachgezüchtet.